# Psathyrometra fragilis
Psathyrometra fragilis (A. H. Clark, 1907),  è una specie di crinoide della famiglia Zenometridae. È una delle tre specie del genere Psathyrometra, insieme a Psathyrometra bigradata e Psathyrometra congesta.

## Descrizione
Gli esemplari di Psathyrometra fragilis possiedono dei cirri, che vengono utiliizati per manternersi ancorati al fondale marino o per muoversi (spingendosi sul fondale marino oppure sbattendoli in acqua). Vivono in un habitat marino, a profondità comprese da 439 a 2903 metri, ma si possono trovare anche a partire da 197 metri. Sono particolarmente diffusi nell'Oceano Pacifico, in particolare tra Giappone e Golfo di Panama.